# Sínodo do Cadáver

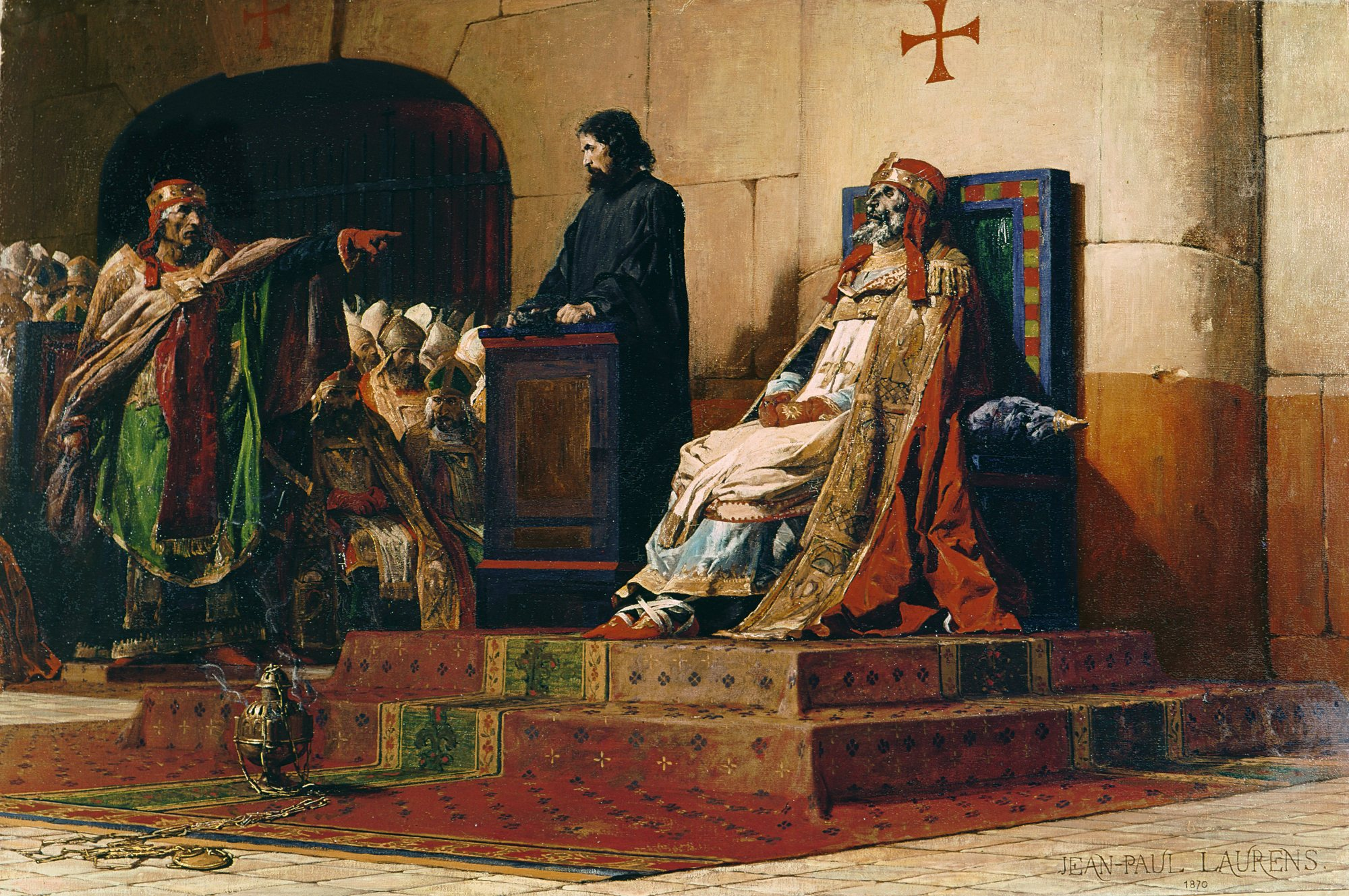
Formoso e Estêvão.
Por Jean-Paul Laurens (1870), atualmente no Museu de Belas Artes de Nantes.

O Sínodo do cadáver, também conhecido como Julgamento do Cadáver, ou ainda, em latim Synodus Horrenda, foi o episódio do julgamento póstumo do Papa Formoso que se deu na Basílica de São João de Latrão, Roma, em janeiro de 897.
Para o julgamento, conforme algumas fontes, o corpo de Formoso (morto nove meses antes) foi exumado, vestido com insígnias e ornamentos e posto num trono e então, o papa Estêvão VI (alguns o citam como Estêvão VII), seu sucessor, pôde imputar ao cadáver de Formoso as acusações (das quais foi considerado culpado), lendo-as diante do inerte corpo. O Sínodo do Cadáver é lembrado como um dos episódios mais bizarros da história do papado medieval.

## Contexto
O Sínodo do Cadáver e eventos relacionados ocorreram durante um período de instabilidade política na Itália. Esse período, que durou de meados do século IX até meados do século X, foi marcado por uma rápida sucessão de pontífices. No ano em torno do Sínodo do Cadáver (872-965) houve 24 papas. Frequentemente, estes breves reinados papais foram o resultado das maquinações políticas de facções locais romanas, sobre as quais poucas fontes sobrevivem.
Formoso foi bispo de Porto (uma das suburbicárias de Roma) em 864 durante o pontificado de Nicolau I. Promoveu missões bem-sucedidas entre os búlgaros, tanto que foi solicitado a ser o bispo dos novos convertidos. Não houve permissão de Nicolau I para tanto, já que para ser bispo na Bulgária Formoso teria que deixar sua sé de Porto e o 15°Cânon do Segundo Concílio de Niceia proíbe um bispo de deixar a sua própria sede para administrar outra.
Em 875, logo após a coroação de Carlos, o Calvo, Formoso fugiu de Roma com medo do então Papa João VIII. Alguns meses depois, em 876, no concílio de Santa Maria Rotunda, João VIII proferiu uma série de acusações contra Formoso, como ter influenciado negativamente os búlgaros a ponto destes não mais aceitarem o bispo nomeado pela Sé de Roma; que Formoso conspirava para tomar o papado de João VIII e, por fim, que ele havia abandonado sua sede de Porto e conspirava contra Carlos. Formoso foi excomungado. Em outro concílio, que teve lugar em Troyes (França), João confirmou a excomunhão. De acordo com Auxílio de Nápoles, um cronista do século X, Formoso compareceu ao concílio e pediu perdão aos bispos presentes, e, pelo levantamento da pena de excomunhão, jurou tornar-se leigo, não mais entrar em Roma ou tentar reassumir sua antiga sede de Porto. Por outro lado, há a versão de que Formoso não esteve presente ao concílio e tal serviu, sim, para confirmar sua excomunhão.
Após a morte de João VIII em dezembro de 882, Formoso reassumiu o episcopado de Porto, onde permaneceu até ser eleito papa em 6 de outubro de 891. No entanto, essas antigas disputas com João VIII compuseram o libelo acusatório do Sínodo do Cadáver. De acordo com Liuprando de Cremona, cronista do século X, Estêvão VII perguntou ao cadáver por que ele desejou apoderar-se da sede da Igreja Romana com tanta ambição após a morte de João VIII (que o tinha acusado de tentar fazê-lo ainda em sua própria vida). Mais duas acusações foram feitas ainda: de ter cometido perjúrio e de ter exercido o ofício de bispo quando leigo, o que guarda relação com o referido juízo do concílio de Troyes.

## Contexto imediato
Ao que tudo indica, o Sínodo do Cadáver teve uma motivação política. Formoso coroou Lamberto de Espoleto corregente do Sacro Império Romano-Germânico em 892. O pai de Lamberto, Guido III de Espoleto, havia sido coroado por João VIII. Em 893, Formoso, preocupado com as possíveis agressões de Guido III, convida o carolíngio Arnolfo de Caríntia a invadir a Itália e receber a coroa imperial. A invasão de Arnolfo falha e Guido III morre logo depois. Em 895, Formoso insta novamente Arnolfo a invadir Roma, pelo que, no ano seguinte, Arnolfo cruza os Alpes e chegou a Roma, onde é coroado por Formoso como imperador do Sacro Império Romano. Com isso o exército franco parte e Formoso e Arnolfo morrem logo depois em 896. Formoso foi sucedido por Bonifácio VI, que morreu semanas depois. Lamberto e sua mãe, a imperatriz Angeltrudes, entram em Roma mais ou menos na mesma época em que Estêvão VI é coroado papa. E aí tem lugar o Sínodo do Cadáver. Formoso sempre foi pró-carolíngio e a coroação de Lamberto em 892, ao que parece, foi contra sua vontade. Após a morte de Arnolfo e o colapso da autoridade carolíngia em Roma, Lamberto entra em Roma e força Estêvão a convocar o concílio, tanto para reafirmar sua reivindicação sobre a coroa como para promover uma espécie de vingança póstuma contra Formoso.
Esta visão é atualmente é considerada obsoleta, na sequência dos argumentos apresentados por Joseph Duhr em 1932. Duhr salientou que Lamberto estava presente no Concílio de Ravenna de 898, convocado sob João IX. Foi nesse processo que os decretos do Sínodo do Cadáver foram revogados. Segundo a ata do concílio, por escrito, Lamberto ativamente aprovou a anulação. Se Lamberto e Angeltrudes foram os arquitetos da degradação de Formoso, Duhr pergunta-se: "Como João IX foi capaz de apresentar aos cânones que condenaram o sínodo odioso para a aprovação do imperador [i.e., Lamberto] e seus bispos? Como poderia João IX ousar abordar o assunto ante os culpados, mesmo sem fazer a menor alusão à participação do imperador?". Esta posição foi aceita pelo estudioso Girolamo Arnaldi, que argumentou que Formoso não exercia uma política exclusivamente pró-carolíngia, e que ele mesmo tinha relações amistosas com Lamberto tão tarde quanto 895. Suas relações só azedaram quando o primo de Lamberto, Guido IV, marchou em Benevento e expulsou os bizantinos de lá. Formoso, em pânico com a agressão, enviou emissários para Baviera procurando a ajuda Arnolfo. Arnaldi alega que foi Guido IV, que entrou em Roma juntamente com Lamberto e sua mãe Angeltrudes em janeiro de 897, que forneceu o ímpeto para o sínodo.

## O Sínodo
Provavelmente em torno de janeiro de 897, Estêvão (VI) VII ordenou que o cadáver do seu antecessor Formoso fosse exumado e conduzido à corte papal para julgamento.
Formoso foi acusado de transmigração em violação do direito canónico, de falso testemunho, e de servir como um bispo enquanto leigo. Liuprando e outras fontes dizem que Estêvão tinha despojado do cadáver de suas vestes papais, cortou seus três dedos da mão direita usados para bênçãos, e declarou todos os seus atos e ordenações (incluindo a ordenação de Estêvão (VI) VII como bispo de Anagni) inválidas. O corpo foi finalmente sepultado em um cemitério para estrangeiros, apenas para ser desenterrado mais uma vez, ligado a pesos, e lançado no rio Tibre.

## Consequências

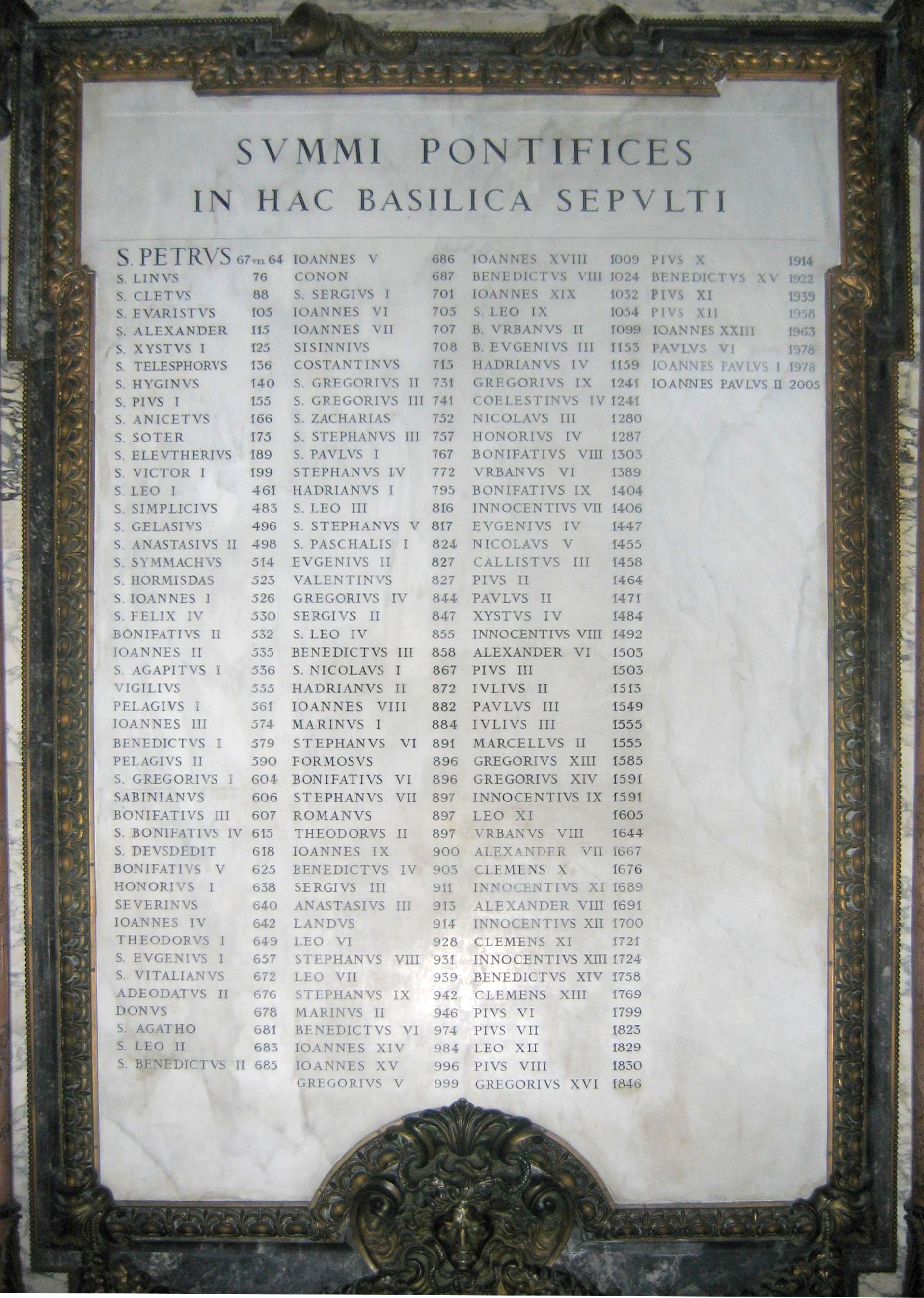
A lista de papas enterrados na Basílica de São Pedro inclui o corpo recuperado do Papa Formoso.

O espetáculo macabro fez a opinião pública em Roma voltar-se contra Estêvão. Circularam rumores de que o corpo de Formoso tinha começado a fazer milagres em pessoas depois de estas se lavarem nas margens do rio Tibre. A revolta do público levou Estêvão a ser deposto e encarcerado. Enquanto estava na prisão, em julho ou agosto de 897, ele foi estrangulado.
Em novembro de 897, o Papa Teodoro II (897) convocou um sínodo que anulou o Sínodo do Cadaver, reabilitou Formoso, e ordenou que seu corpo, que havia sido recuperado do Tibre, fosse enterrado na Basílica de São Pedro em paramentos pontifícios. Em 898, João IX (898-900) também anulou o Sínodo do Cadaver, e convoca dois sínodos (um em Roma e outro em Ravena), que confirmaram as conclusões do Sínodo de Teodoro II, ordenou que a ata do Sínodo do Cadaver fosse destruída, e proibiu qualquer julgamento futuro de uma pessoa morta.
No entanto, o Papa Sérgio III (904-911), um bispo que tomou parte no Sínodo do cadáver como um co-juiz, anulou as decisões de Teodoro II e João IX, reafirmando a condenação de Formoso,  e incluiu um elogioso epitáfio inscrito no túmulo de Estêvão (VI) VII.